# Artefacte de Kingoodie

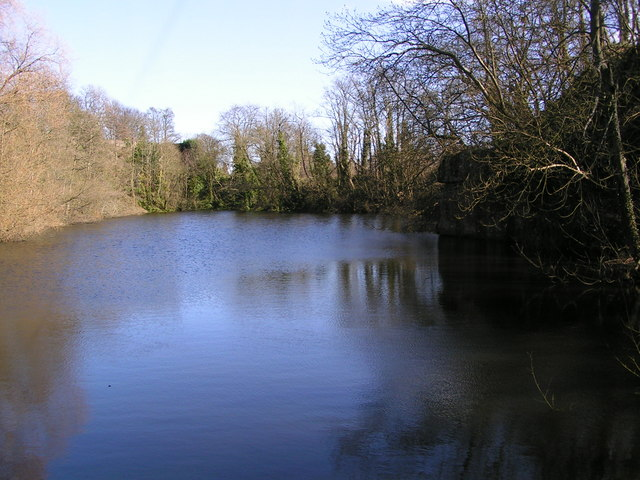
Lloc on es va trobar l'objecte.

L'artefacte de Kingoodie  és un clau incrustat en una pedra trobat el 1844 a Kingoodie Quarry, Escòcia.

## Descobriment
El científic David Brewster va trobar el clau incrustat en un bloc de pedra el 1844 a Kingoodie Quarry, Escòcia. L'any 1985, 141 anys després de la descoberta, el Dr A. W. Medd del  British Geological Survey va argumentar que la pedra en la qual es va trobar el martell era molt antiga, gres vermell (Devonià, d'entre 360 i 408 milions d'anys).
Si aquesta datació fos correcta, situaria l'origen del clau centenars de milions d'anys enrere (entre 356 i 404 milions abans de l'aparició de l'ésser humà a la Terra). És per això que es considera el clau de Kingoodie com un «Artefacte fora del seu temps». Hi ha, però, poques referències a la descoberta de l'objecte, i els misteris que envolten el seu descobriment eren típics del segle xix. Casos similars d'objectes misteriosos van ser resolts el segle xx.